# 裴可甫
费奥多尔·伊萨科维奇·巴伊科夫（俄语：Фёдор Исакович Байков，约1612年—约1663年），又译为拜可夫，俄羅斯托羅佩茨人，是沙皇俄国最早派往大清帝国的外交代表。
1654年沙皇阿列克谢一世将裴可甫派遣到清廷，并于1656年抵达北京。他按照沙皇训令，提出不行跪拜礼并要亲手将沙皇书信交给顺治帝。顺治帝不允，从而导致此行无果。1658年，裴可甫返回莫斯科。